# Лойенбергер, Мориц
Мориц Лойенбергер (нем. Moritz Leuenberger, родился 21 сентября 1946, Биль, кантон Берн, Швейцария), — швейцарский государственный и политический деятель.
Окончил университет Цюриха. В 1972—1991 занимался адвокатской практикой. С 1969 состоит членом Социал-демократической партии Швейцарии. В 1972—1980 возглавлял цюрихское отделения этой партии. Избирался в городской совет Цюриха. Член правительства кантона Цюрих в 1991—1995.
Член Федерального совета Швейцарии, начальник департамента охраны окружающей среды, транспорта, энергетики и коммуникаций с 1995. Вице-президент Швейцарии в 2000, 2005 и 2010 годах. Президент Швейцарии в 2001 и 2006. 2 декабря 2009 года в третий раз избран вице-президентом на 2010 год, до конца срока не доработал.